# Paul Signer
Paul Signer (* 4. Dezember 1955) ist ein Schweizer Politiker (FDP). Er war von 2013 bis 2023 Regierungsrat des Kantons Appenzell Ausserrhoden und von 2017 bis 2019 Landammann (Regierungspräsident). 

## Leben
Paul Signer besuchte die Primar- und Sekundarschule in Herisau und anschliessend das Gymnasium in St. Gallen. 1979 absolvierte er an der Universität Zürich das Lehrerdiplom als Sekundarlehrer phil. I. Er war Sekundarlehrer in Rorschacherberg (1979–1983) sowie Sprachlehrer an der Handelsschule KV St. Gallen (1983–1991). 1991 wurde er Leiter des Berufsbildungszentrums Herisau. 
Von 1993 bis 2004 war er Mitglied des Einwohnerrats Herisau und engagierte sich in der Geschäftsprüfungs- und der Finanzkommission, zuletzt als deren Präsident. 2004 wurde Signer Gemeindepräsident von Herisau und von 2009 bis 2013 Präsident der Gemeindepräsidienkonferenz von Appenzell Ausserrhoden. 2007 wurde er zum Kantonsrat von Appenzell Ausserrhoden gewählt. Von 2009 bis 2013 war er Vizepräsident der Region Appenzell Ausserrhoden – St. Gallen – Bodensee. 
Signer wurde 2013 in den Regierungsrat des Kantons Appenzell Ausserrhoden gewählt und leitete das Departement Finanzen. Nach zehn Jahren im Amt trat er 2023 nicht mehr zur Wiederwahl an.